# Utsukushii Kare
Utsukushii Kare (jap. 美しい彼) ist eine Light-Novel-Reihe, die seit 2014 erscheint. Sie wird geschrieben von Yuu Nagira und illustriert von Rikako Kasai. Sie wurde unter anderem als Fernsehserie und Manga umgesetzt und ist auch unter ihrem internationalen Titel My Beautiful Man bekannt. Unter diesem erschien der Manga auf Deutsch.

## Inhalt
Seit seiner Kindheit wird Kazunari Hira ausgegrenzt, weil er stottert. Da er keine Freunde findet, schenken ihm seine Eltern eine Kamera. Aber auch das Fotografieren bringt ihm weder Freunde noch viel mehr Freude im Leben. Als er im zweiten Jahr der Oberschule in eine neue Klasse wechselt, wird er wieder von seinen Mitschülern gemobbt. Doch ihm fällt auch Sō Kiyoi auf, der in der Schule trotz seiner offenen Art sofort beliebt ist und trotzdessen Hira immer wieder hilft. Seine Persönlichkeit und sein Aussehen faszinieren Hira, wenn er ihn auch etwas arrogant findet. Schon bald ist Hira in Kiyoi verliebt.

## Veröffentlichungen
Die Light Novel wird geschrieben von Yuu Nagira und illustriert von Rikako Kasai. Sie erscheint seit 2014 beim Verlag Tokuma Shoten und umfasst bisher fünf Bände. Eine Adaption der Geschichte als Manga, umgesetzt von Megumi Kitano, wird seit 2021 vom gleichen Verlag in dessen Magazin Chara herausgegeben. Die Kapitel erscheinen auch gesammelt in bisher vier Bänden. Seit März 2025 wird von Tokyopop eine deutsche Fassung in bisher zwei Bänden veröffentlicht (Stand Juni 2025). Die Übersetzung stammt von Anne Klink. Eine englische Fassung erschien ebenfalls bei Tokyopop in den USA.
Bei Ginger Records erschien ab 28. Juni 2019 eine bisher dreiteilige Reihe von Hörspielen zur Light Novel auf CD. Die Hauptrollen werden von Yūki Ono (Kazunari Hira) und Soma Saito (Sō Kiyoi) gesprochen.
In Japan entstand unter der Regie von Mai Sakai eine Umsetzung der Light Novel als Fernsehserie. Die Drehbücher schrieb Fumi Tsubota. Für die Kamera war Rei Hirano verantwortlich, für den Schnitt Norihiro Iwama und für die künstlerische Leitung Masato Nunobe. Die Produzenten waren Yasuda Aiko, Risa Endô, Miyuki Tanaka und Yanghwe Yoon. Die Ausstrahlung startete am 18. November 2021. Die Hauptrollen übernahmen Riku Hagiwara (Kazunari Hira) und Yūsei Yagi (Sō Kiyoi). Die zehn Folgen wurden in zwei Staffeln gezeigt, die erste mit sechs Folgen bei MBS und die zweite mit vier Folgen bei TBS. 2023 folgte ein Film zur Serie unter dem Titel Gekijōban Utsukushii Kare ~eternal~, der mit dem gleichen Team entstand. Er kam am 7. April 2023 in die Kinos.

## Rezeption
Die Light-Novel-Reihe verkaufte bis 2023 insgesamt über 700.000 Bände. Die Verfilmungen erreichten in Asien viele Zuschauer und erlangte eine große Fanbasis. Beim Streamingservice GagaOOLala war die zweite Staffel der Fernsehserie auf Platz 4 der meistgesehenen Serien des Jahres 2023. Sie wurde außerdem mehrfach ausgezeichnet: Die Hauptdarsteller erhielten zweimal für die erste und dann erneut für die zweite Staffel den Grand Prix My Best TV Award bei den Galaxy Awards sowie für die erste Staffel den Zaihan Broadcasting's Grand Prix Award. Ebenfalls zweimal für seine schauspielerische Leistung in den beiden Staffeln auszeichnet wurde Yūsei Yagi bei den Seoul International Drama Awards 2022 und 2023.